# トーマス・アダムス (都市計画家)
トーマス・アダムス（Thomas Adams、1871年9月10日 - 1940年3月24日）は、イギリスの都市計画家。
イギリス、カナダの都市計画学会を相次いで設立し初代会長を務め、またニューヨーク広域地域計画などを立案するなど、アメリカ合衆国でも活躍。
世界で最初に民間の都市計画業務者都市計画コンサルタントで生計をたてた人物であるとされている。

## 沿革
- スコットランド、エディンバラ郊外の小さな村の生まれ。
- 1897年に結婚し、父親が亡くなるまでの20数年にわたって、故郷に暮らし農業に従事していた。
- 父親の死をきっかけに上京した後、ジャーナリスト活動を経て、エベネザー・ハワードらが設立したガーデンシティ協会事務所の事務局長に就任し、ラルフ・ネビルらと1903年から1906年まで、レッチワース運営を担当する。これをきっかけにガーデン・サバーブと呼ばれた低密度住宅地計画のデザイナーになり、その後都市計画のコンサルタントを設立し、本格的に都市計画業務の活動を開始する。
- 1911年の国際会議出席をきっかけに、カナダに渡りコンサルタントを務める。
- 1914年、イギリスに戻り、都市計画学会を設立し初代会長に就任。
- 1917年、再びカナダに赴き、ガーデンシティーの原則理論を展開してハリファックス地区再開発を建築家アンドリュー・コッブらと協働して手がける。
- 1919年にカナダ都市計画学会を設立し、初代会長を2年間務める。この時期はコーナーブルックやニューファンドランドなどカナダ各地の都市の設計にも関与する。
- 1922年以降は、フレデリック・ロングストレス・トンプソン、マックスウェル・フライらと協働で事務所を運営。
- 1923年、アメリカ合衆国都市計画界のリーターダニエル・バーナムの急逝により、ニューヨーク地域圏計画を委員会から委託依頼が届き、ニューヨークに活動拠点を移し地域計画を立案。ニューヨーク地域計画は1929年と1931年の2回、報告書にまとめる。広域計画という観念について、当時の都市思想家で小規模地域計画を唱えるルイス・マンフォードから批判を浴びる。一方でカナダ政府の都市計画顧問に就任。西ケベックとノバスコシアの州規模の地域計画など、モントリオールの建築設計事務所ロス・アンド・マクドナルド社とカナダ諸都市のプロジェクトを展開する。西ケベックではウィパワニュータウンもコンサルティングしている。
- その後はもっぱら都市計画教育方面に従事。1936年まで、マサチューセッツ工科大学及びハーバード大学で教鞭をとり、後進の指導育成にあたった。